# Lucin (województwo pomorskie)
Lucin – osada w Polsce, położona w województwie pomorskim, w powiecie lęborskim, w gminie Wicko.
Wchodzi w skład sołectwa Nowęcin.
Do 2024 r. miejscowość była przysiółek wsi Nowęcin. W latach 1975–1998 przysiólek administracyjnie należał do województwa słupskiego.